# Mysksmalbi
Mysksmalbi (Lasioglossum calceatum) är en biart som först beskrevs av Giovanni Antonio Scopoli 1763.   Mysksmalbi ingår i släktet smalbin, och familjen vägbin. Inga underarter finns listade.

## Beskrivning
Arten är ett slankt bi med svart grundfärg på huvud och mellankropp. Clypeus (munskölden)och pannan är kraftiga. Hos hanen är dessutom clypeus tydligt framskjuten med en gul spets. Han har dessutom brunaktiga käkar, medan överläppen är svart. Antennerna är mörka hos båda könen. Honorna har bakkanterna av tergit 1 och 2 rödaktiga, ibland även med en fettglänsande ton på resten av de två tergiterna. På framkanten av tergit 2 och 3 har hon oftast kraftiga, vita hårband. Hanen har vanligen samma röda bakkanter som honan på alla de tre första tergiterna. De röda fälten kan variera, från nästan svart bakkropp till nästan helt röd. De kraftiga, vita hårbanden på tergit 2 och 3 hos honan finns även hos hanen, men han skiljer sig från honan genom de ljusgula partierna på bakskenbenen. Honan har en kroppslängd mellan 8 och 9 mm, medan hanen blir 8 till 10 mm lång. Drottningen är tydligt större än arbetarna (när sådana förekommer).

## Ekologi

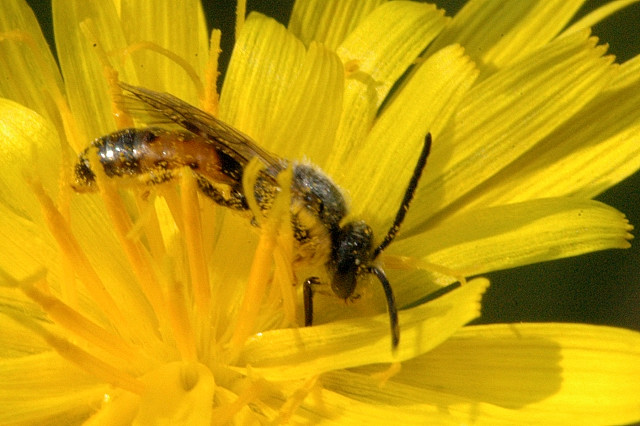
Mysksmalbi, hane, som söker nektar

Mysksmalbiet lever i många olika habitat som gräsmarker, torrängar, väg- och åkerrenar, skogsbryn, kalhyggen samt parker och trädgårdar. Födomässigt är det polylektiskt, det hämtar nektar och pollen från många olika växter, upp till 15 olika familjer, som flockblommiga växter, korgblommiga växter, korsblommiga växter, kransblommiga växter, nejlikväxter, väddväxter, ljungväxter, näveväxter, rosväxter, videväxter, johannesörtsväxter, liljeväxter, grobladsväxter, viveväxter, ranunkelväxter och flenörtsväxter. I de schweiziska Alperna kan arten gå upp till 1 800 meters höjd. Flygperioden är från slutet av mars/tidigt april till mitten av oktober för honor, mitten av juli till mitten av oktober för hanar.
Hanarna tillbringar natten i grupper i undervegetationen, ibland tillsammans med hanar från ängssmalbi. Det förekommer att arten parasiteras av stekelvridvingar.

### Fortplantning
Åtminstone i varmare klimat är mysksmalbiet primitivt eusocial. Honan gräver ett bo i marken i form av en lodrät ingångstunnel, som övergår i en vågrät gång som i sin tur leder till ett hålrum med larvceller. Den första kullen ger upphov till små honor som fungerar som arbetare och tar hand om larverna i den andra kullen. En av arbetarna fungerar dessutom som väktare. Den andra kullen ger upphov till mellan 20 och 50 könsdjur. De parar sig inuti boet; de parade honorna övervintrar tillsammans. I kyligare klimat, där det inte är tid till två kullar, är arten solitär.
Det förekommer att larvcellerna parasiteras av blodbina ängsblodbi och glasblodbi, vars honor förstör värdägget eller -larven, varefter blodbilarven lever på den insamlade födan.

## Utbredning
Utbredningsområdet omfattar Eurasien från sydeuropeiska bergsområdena i söder till norra Finland, och från Brittiska öarna i väster över Bulgarien,  Grekland, Sibirien, Kirgizistan, Uzbekistan och delar av Kina till Japan i öster. Arten är vanlig i stora delar av sitt utbredningsområde.
I Sverige förekommer arten allmänt i större delarna av landet, dock bara fläckvis i Norrlands inland.
I Finland förekommer arten i större delen av landet, från Åland och sydkusten norrut till södra Lappland.

## Status
Globalt är mysksmalbiet klassificerat som livskraftigt ("LC"). Också i Sverige och Finland klassificeras biet som livskraftigt.